# Ensemble Ortskern Aigen am Inn

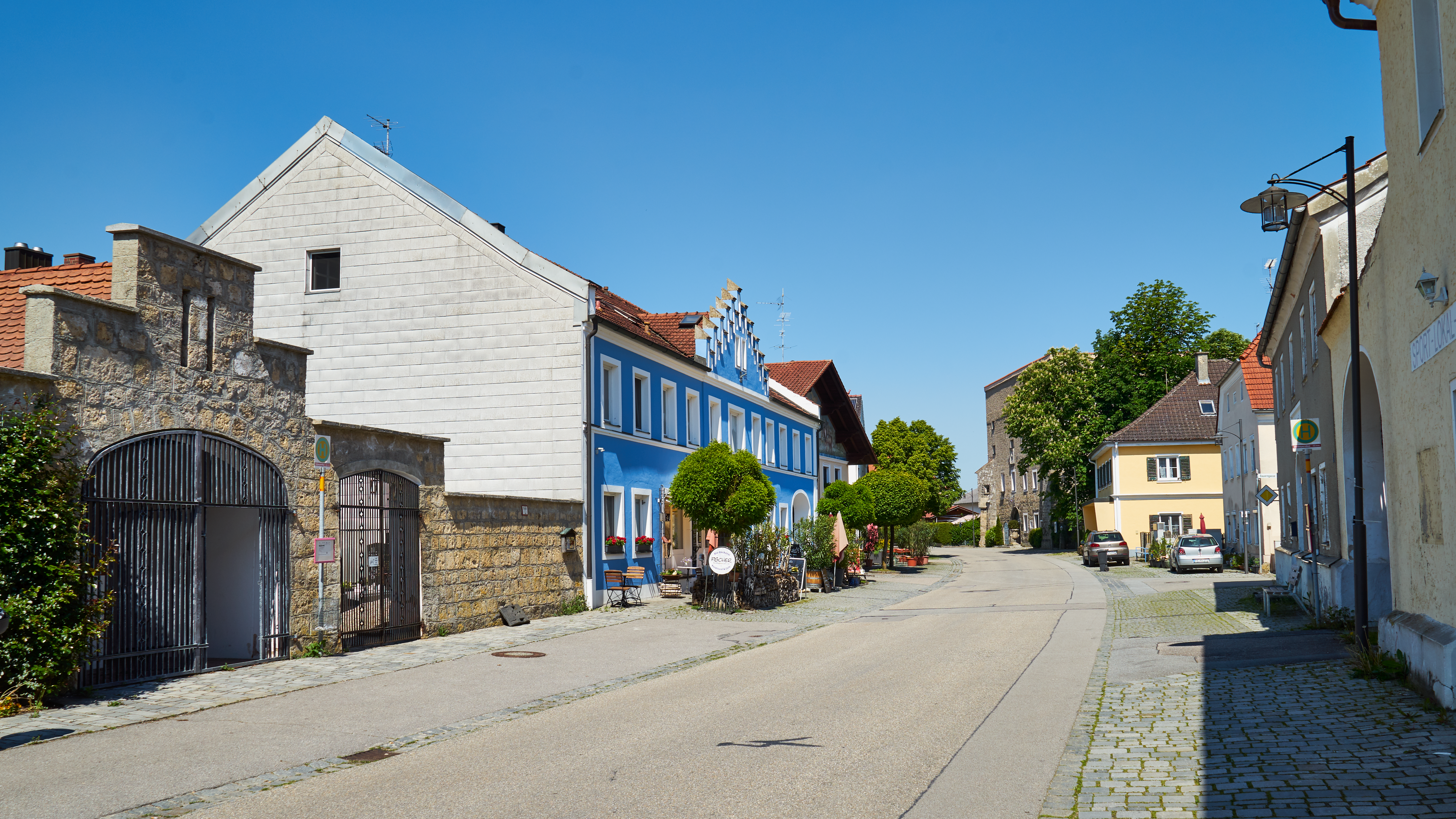
Ensemble Ortskern

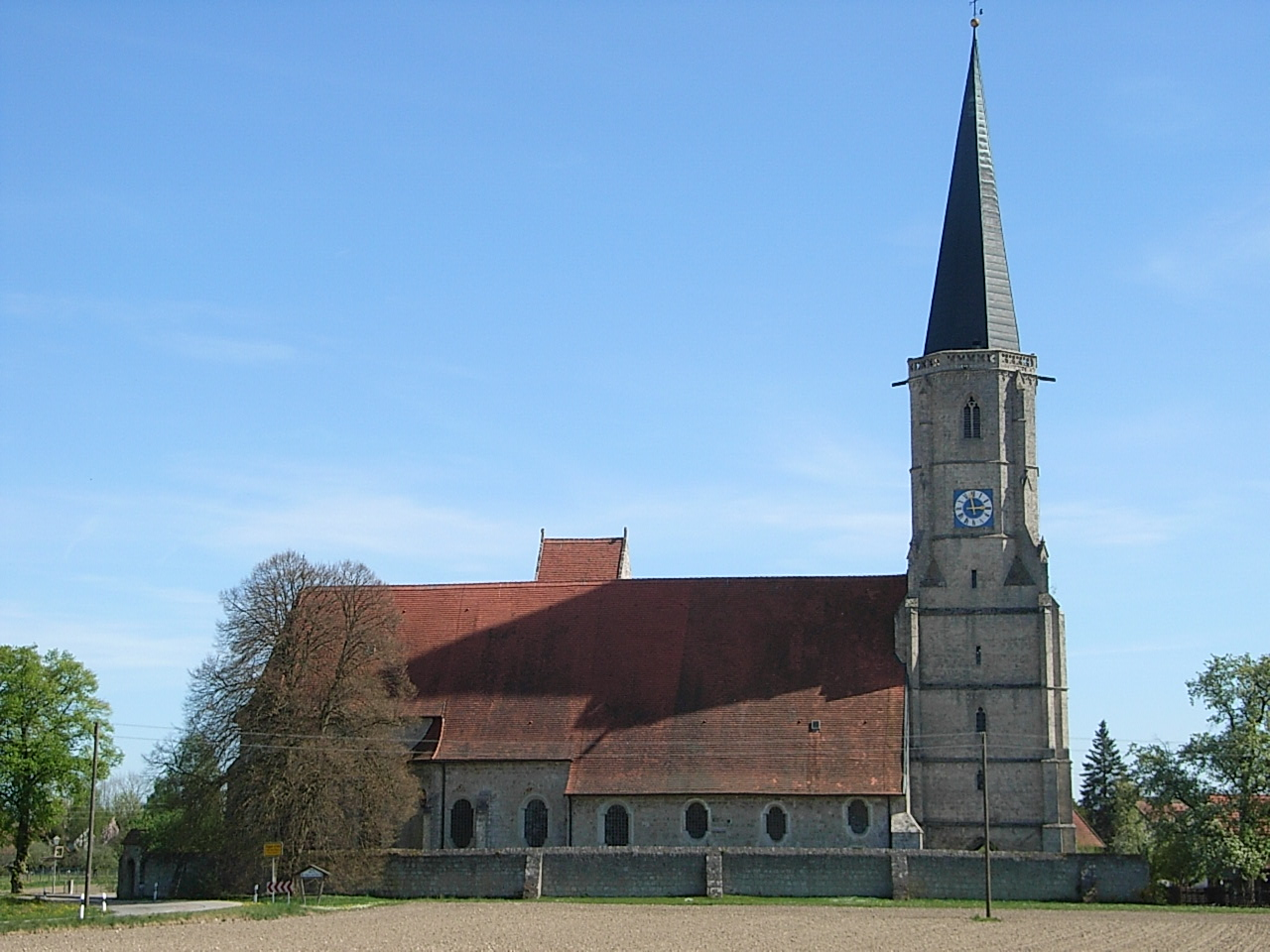
Kirche St. Leonhard in Aigen am Inn

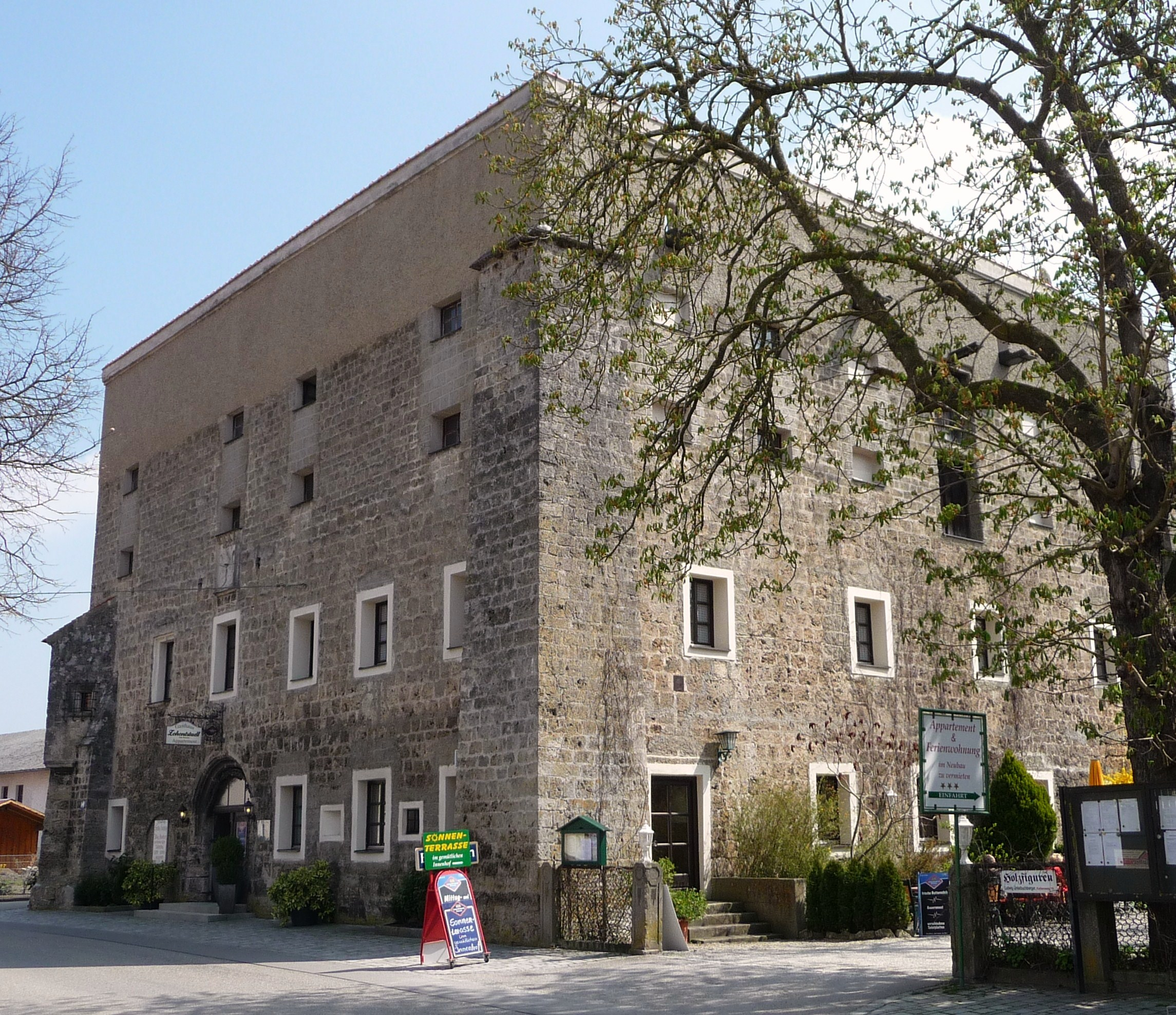
Pflegamtsgebäude

Das Ensemble Ortskern in Aigen am Inn, einem Gemeindeteil von Bad Füssing im niederbayerischen Landkreis Passau, ist ein Bauensemble, das unter Denkmalschutz steht.
Es umfasst mit dem Nordostteil der Herrenstraße die historische Ortsmitte des am linken Innufer gelegenen ehemaligen Fischer- und Bauerndorfes.

## Beschreibung
Aigen gehörte vom späten 12. Jahrhundert bis 1803 zum Hochstift Passau und bildete mit einigen benachbarten Orten eine vom Herzogtum Bayern umgebene Enklave. In Aigen am Inn richtete Fürstbischof Leonhard im 15. Jahrhundert ein bischöfliches Pflegamt ein.
Aus dieser Zeit stammen die monumentalen Bauten, die das Ensemblebild bestimmen. Die breite geschwungene Straßenachse wird westlich von der spätgotischen Pfarrkirche St. Stephan  beherrscht. Der Pfarrhof und das zur Straße gerichtete, zugleich die Funktion eines Torhauses am Eingang zum Friedhof und zur Kirche ausfüllende sogenannte Bruderschaftsstöckl sind ihr unmittelbar zugeordnet.
Im Nordosten ist das bischöfliche Pflegamtsgebäude der dominierende Bau an der Straße. Die mächtige kubische Tuffquaderbau wurde im 15. Jahrhundert im Stil der Inn-Salzach-Städte erbaut und im 17. Jahrhundert nach Bränden mehrfach erneuert.
Das spätbarocke fürstbischöfliche Sommerschloss an der Klosterstraße 2, schon am Rande des Ortes gelegen, schließt sich nordöstlich an. Zwischen diesen Bauten reihen sich in verhältnismäßig geschlossener Bebauung Gasthäuser, Bauern- und Handwerkerhäuser meist des 19. Jahrhunderts. Diese stehen meist giebelständig zur Straße und besitzen Halbwalm- oder Satteldächer. Daneben gibt es auch Gast- und Geschäftshäuser der Jahrhundertwende.

## Einzeldenkmäler
Siehe: Liste der Baudenkmäler in Aigen am Inn